# Чухрай Григорій Наумович
Григо́рій Нау́мович Чухра́й (23 травня 1921, Мелітополь, Україна — 28 жовтня 2001, Москва, Росія) — український радянський кінорежисер, сценарист, народний артист СРСР.

## Життєпис
Народився в Мелітополі. Батько — єврей Наум Зіновійович Рубанов, мати — українка Клавдія Петрівна Чухрай. Коли Григорій мав три роки, батьки розлучилися, він залишився з мамою. Під час Голодомору мати, добре «оббивши пороги», змогла добитися дозволу на виїзд до П'ятигорська.
Учасник Другої світової війни. Брав участь у Дніпровській повітряно-десантній операції. Був лейтенантом, командиром взводу зв'язку.
Освіту здобув у Всесоюзному державному інституті кінематографії (ВДІКу). Режисерську роботу почав на Київській кіностудії художніх фільмів (1953—1955; кольоровий фільм «Назар-Стодоля» та ін.). З 1956 року працював на студії «Мосфільм». Відомий з фільму «Балада про солдата» (1959). Нагороди на міжнародних фестивалях за фільми «Чисте небо» (Москва), «Золота Брама» (Сан-Франциско), «Голова Паленке» (Мехіко); за гуманізм і мистецьку якість у Каннах.

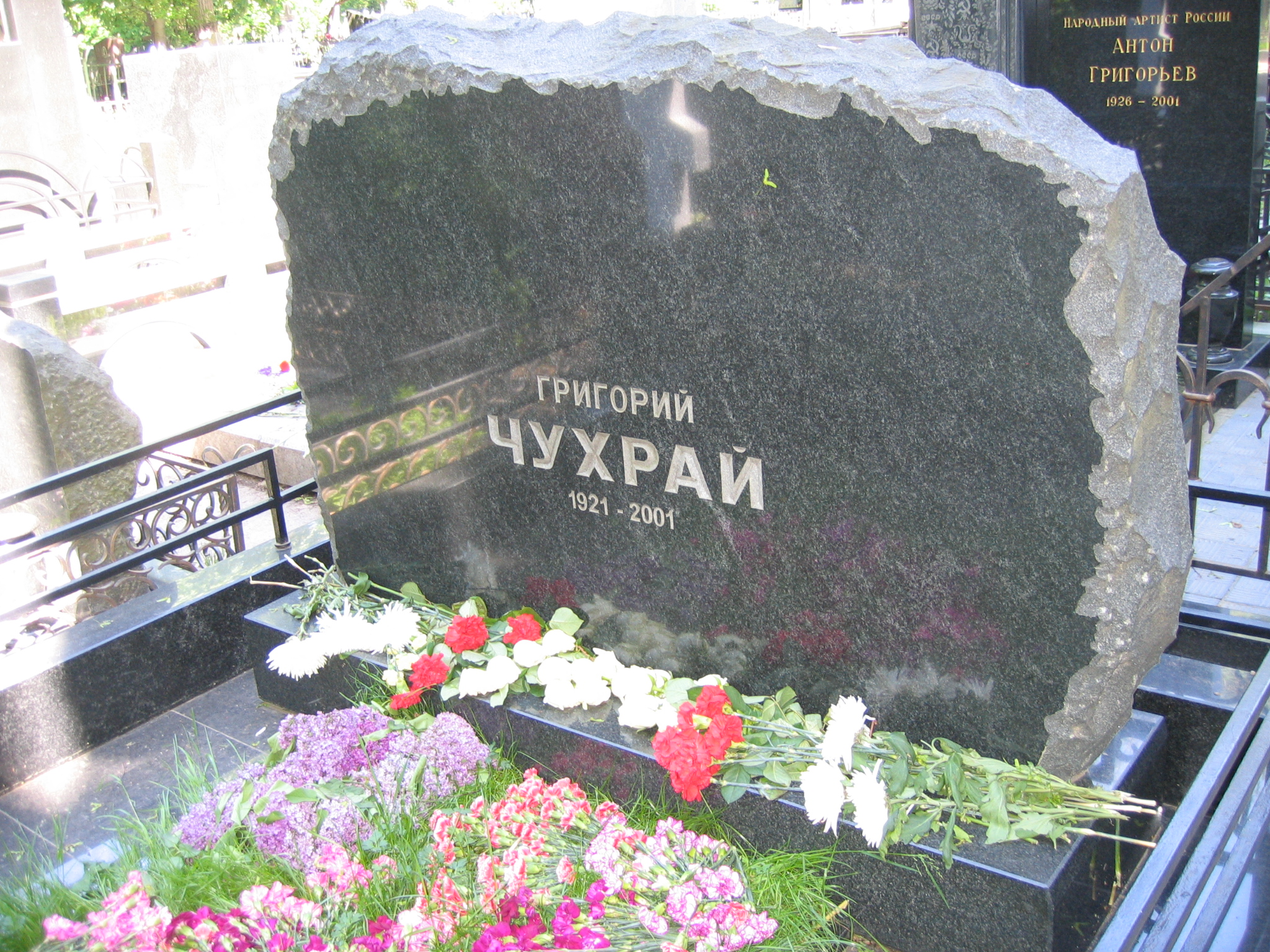
Могила Григорія Чухрая на Ваганьківському кладовищі

Помер 29 жовтня 2001 року в Москві. Похований на Ваганьківському кладовищі.

## Фільмографія
Працював на Київській кіностудії асистентом режисера у фільмі «Командир корабля» (1954) і другим режисером у стрічці «Назар Стодоля» (1953).
Не отримавши самостійної постановки, працював з 1955 р. на «Мосфільмі», де поставив кінокартини «Сорок перший» (1956, Спеціальний приз у Каннах, 1957), «Балада про солдата» (1959, Приз у Каннах і Головний приз Всесоюзного кінофестивалю, 1960), «Чисте небо» (1961, Головний приз Московського міжнародного кінофестивалю), «Жили-були старий зі старою» (1965), «Пам'ять» (1971), «Трясовина» (1978) та ін.